# East West Bank Classic
East West Bank Classic presented by Herbalife är en tennisturnering för damer som spelas årligen i Carson, Kalifornien, en förort till Los Angeles. Turneringen startade 1971 och ingår i kategorin Premier på WTA-touren. Den spelas utomhus på hardcourt som en förturnering till US Open.

## Resultat

### Singel
| År        | Namn                                                                       | Spelplats       | Mästare              | Finalist                | Resultat         |
| --------- | -------------------------------------------------------------------------- | --------------- | -------------------- | ----------------------- | ---------------- |
| 1971      | Billie Jean King Invitational (Virginia Slims)                             | Long Beach      | Billie Jean King     | Rosemary Casals         | 6-1, 6-2         |
| 1972      | Independent Press-Telegram's Women's Tennis Championships (Virginia Slims) | Long Beach      | Rosemary Casals      | Françoise Durr          | 6-2, 6-7, 6-3    |
| 1973      | British Motor Cars Tournament                                              | Los Angeles     | Margaret Court       | Nancy Richey Gunter     | 7-5, 6-7, 7-5    |
| 1974–1976 | Spelades inte                                                              |                 |                      |                         |                  |
| 1977      | Virginia Slims of Los Angeles                                              | Los Angeles     | Chris Evert          | Martina Navrátilová     | 6-2, 2-6, 6-1    |
| 1978      | Virginia Slims of Los Angeles                                              | Los Angeles     | Martina Navrátilová  | Rosemary Casals         | 6-3, 6-2         |
| 1979      | Avon Championships of Los Angeles                                          | Los Angeles     | Chris Evert          | Martina Navrátilová     | 6-3, 6-4         |
| 1980      | Avon Championships of Los Angeles                                          | Los Angeles     | Martina Navrátilová  | Tracy Austin            | 6-2, 6-0         |
| 1981      | Avon Championships of Los Angeles                                          | Los Angeles     | Martina Navrátilová  | Andrea Jaeger           | 6-4, 6-0         |
| 1982      | Avon Championships of Los Angeles                                          | Los Angeles     | Mima Jaušovec        | Sylvia Hanika           | 6-2, 7-6(4)      |
| 1983      | Virginia Slims of Los Angeles                                              | Los Angeles     | Martina Navrátilová  | Chris Evert             | 6-1, 6-3         |
| 1984      | Virginia Slims of Los Angeles                                              | Los Angeles     | Chris Evert          | Wendy Turnbull          | 6-2, 6-3         |
| 1985      | Virginia Slims of Los Angeles                                              | Los Angeles     | Claudia Kohde-Kilsch | Pam Shriver             | 6-2, 6-4         |
| 1986      | Virginia Slims of Los Angeles                                              | Los Angeles     | Martina Navrátilová  | Chris Evert             | 7-6(5), 6-3      |
| 1987      | Virginia Slims of Los Angeles                                              | Los Angeles     | Steffi Graf          | Chris Evert             | 6-3, 6-4         |
| 1988      | Virginia Slims of Los Angeles                                              | Los Angeles     | Chris Evert          | Gabriela Sabatini       | 2-6, 6-1, 6-1    |
| 1989      | Virginia Slims of Los Angeles                                              | Manhattan Beach | Martina Navrátilová  | Gabriela Sabatini       | 6-0, 6-2         |
| 1990      | Virginia Slims of Los Angeles                                              | Manhattan Beach | Monica Seleš         | Martina Navrátilová     | 6-4, 3-6, 7-6(6) |
| 1991      | Virginia Slims of Los Angeles                                              | Manhattan Beach | Monica Seleš         | Kimiko Date             | 6-3, 6-1         |
| 1992      | Virginia Slims of Los Angeles                                              | Manhattan Beach | Martina Navrátilová  | Monica Seleš            | 6-4, 6-2         |
| 1993      | Virginia Slims of Los Angeles                                              | Manhattan Beach | Martina Navrátilová  | Arantxa Sánchez Vicario | 7-5, 7-6(4)      |
| 1994      | Virginia Slims of Los Angeles                                              | Manhattan Beach | Amy Frazier          | Ann Grossman            | 6-1, 6-3         |
| 1995      | Acura Classic                                                              | Manhattan Beach | Conchita Martínez    | Chanda Rubin            | 4-6, 6-1, 6-3    |
| 1996      | Acura Classic                                                              | Manhattan Beach | Lindsay Davenport    | Anke Huber              | 6-2, 6-3         |
| 1997      | Acura Classic                                                              | Los Angeles     | Monica Seleš         | Lindsay Davenport       | 5-7, 7-5, 6-4    |
| 1998      | Acura Classic                                                              | Los Angeles     | Lindsay Davenport    | Martina Hingis          | 4-6, 6-4, 6-3    |
| 1999      | Acura Classic                                                              | Los Angeles     | Serena Williams      | Julie Halard-Decugis    | 6-1, 6-4         |
| 2000      | estyle.com Classic                                                         | Los Angeles     | Serena Williams      | Lindsay Davenport       | 4-6, 6-4, 7-6(1) |
| 2001      | estyle.com Classic                                                         | Manhattan Beach | Lindsay Davenport    | Monica Seleš            | 6-3, 7-5         |
| 2002      | JPMorgan Chase Open                                                        | Los Angeles     | Chanda Rubin         | Lindsay Davenport       | 5-7, 7-6(5), 6-3 |
| 2003      | JPMorgan Chase Open                                                        | Los Angeles     | Kim Clijsters        | Lindsay Davenport       | 6-1, 3-6, 6-1    |
| 2004      | JPMorgan Chase Open                                                        | Los Angeles     | Lindsay Davenport    | Serena Williams         | 6-1, 6-3         |
| 2005      | JPMorgan Chase Open                                                        | Los Angeles     | Kim Clijsters        | Daniela Hantuchová      | 6-4, 6-1         |
| 2006      | JPMorgan Chase Open                                                        | Los Angeles     | Jelena Dementieva    | Jelena Janković         | 6-3, 4-6, 6-4    |
| 2007      | East West Bank Classic                                                     | Los Angeles     | Ana Ivanović         | Nadia Petrova           | 7-5, 6-4         |
| 2008      | East West Bank Classic                                                     | Los Angeles     | Dinara Safina        | Flavia Pennetta         | 6-4, 6-2         |

### Dubbel
| År   | Mästare                                          | Finalister                                 | Resultat         |
| ---- | ------------------------------------------------ | ------------------------------------------ | ---------------- |
| 1971 | Rosemary Casals Billie Jean King                 | Françoise Durr Ann Haydon Jones            | 7-5, 6-3         |
| 1972 | Rosemary Casals Virginia Wade                    | Helen Gourlay Karen Krantzcke              | 6-4, 5-7, 7-5    |
| 1973 | Rosemary Casals Julie Heldman                    | Margaret Court Lesley Hunt                 | walkover         |
| 1974 | spelades inte                                    |                                            |                  |
| 1975 | spelades inte                                    |                                            |                  |
| 1976 | spelades                                         |                                            |                  |
| 1977 | Rosemary Casals Chris Evert                      | Martina Navrátilová Betty Stöve            | 6-2, 6-4         |
| 1978 | Betty Stöve Virginia Wade                        | Greer Stevens Pam Teeguarden               | 6-3, 6-2         |
| 1979 | Rosemary Casals Chris Evert                      | Martina Navrátilová Anne Smith             | 6-4, 1-6, 6-3    |
| 1980 | Rosemary Casals Martina Navrátilová              | Kathy Jordan Anne Smith                    | 7-6, 6-2         |
| 1981 | Sue Barker Ann Kiyomura                          | Marita Redondo Peanut Louie                | 6-1, 4-6, 6-1    |
| 1982 | Kathy Jordan Anne Smith                          | Barbara Potter Sharon Walsh                | 6-3, 7-5         |
| 1983 | Martina Navrátilová Pam Shriver                  | Betsy Nagelsen Virginia Ruzici             | 6-1, 6-0         |
| 1984 | Chris Evert Lloyd Wendy Turnbull                 | Bettina Bunge Eva Pfaff                    | 6-2, 6-4         |
| 1985 | Claudia Kohde-Kilsch Helena Suková               | Hana Mandlíková Wendy Turnbull             | 6-4, 6-2         |
| 1986 | Martina Navrátilová Pam Shriver                  | Claudia Kohde-Kilsch Helena Suková         | 6-4, 6-3         |
| 1987 | Martina Navrátilová Pam Shriver                  | Zina Garrison Lori McNeil                  | 6-3, 6-4         |
| 1988 | Patty Fendick Jill Hetherington                  | Gigi Fernández Robin White                 | 7-6(2), 5-7, 6-4 |
| 1989 | Martina Navrátilová Wendy Turnbull               | Claudia Kohde-Kilsch Mary Joe Fernández    | 5-2 uppgivet     |
| 1990 | Gigi Fernández Jana Novotná                      | Mercedes Paz Gabriela Sabatini             | 6-3, 4-6, 6-4    |
| 1991 | Larisa Savchenko Natalia Zvereva                 | Gretchen Rush Magers Robin White           | 6-1, 2-6, 6-2    |
| 1992 | Arantxa Sánchez Vicario Helena Suková            | Zina Garrison Pam Shriver                  | 6-4, 6-2         |
| 1993 | Arantxa Sánchez Vicario Helena Suková            | Gigi Fernández Natalia Zvereva             | 7-6(3), 6-3      |
| 1994 | Julie Halard Nathalie Tauziat                    | Jana Novotná Lisa Raymond                  | 6-1, 0-6, 6-1    |
| 1995 | Gigi Fernández Natasha Zvereva                   | Gabriela Sabatini Larisa Savchenko Neiland | 7-5, 6-7(2), 7-5 |
| 1996 | Lindsay Davenport Natasha Zvereva                | Amy Frazier Kimberly Po                    | 6-1, 6-4         |
| 1997 | Yayuk Basuki Caroline Vis                        | Larisa Savchenko Neiland Helena Suková     | 7-6(7), 6-3      |
| 1998 | Martina Hingis Natasha Zvereva                   | Tamarine Tanasugarn Elena Tatarkova        | 6-4, 6-2         |
| 1999 | Arantxa Sánchez-Vicario Larisa Savchenko Neiland | Lisa Raymond Rennae Stubbs                 | 6-2, 6-7(5), 6-0 |
| 2000 | Els Callens Dominique Monami Van Roost           | Kimberly Po Anne-Gaëlle Sidot              | 6-2, 7-5         |
| 2001 | Kimberly Po-Messerli Nathalie Tauziat            | Nicole Arendt Caroline Vis                 | 6-3, 7-5         |
| 2002 | Kim Clijsters Jelena Dokić                       | Daniela Hantuchová Ai Sugiyama             | 6-2, 6-3         |
| 2003 | Mary Pierce Rennae Stubbs                        | Jelena Bovina Els Callens                  | 6-3, 6-3         |
| 2004 | Nadia Petrova Meghann Shaughnessy                | Conchita Martínez Virginia Ruano Pascual   | 6-7(2), 6-4, 6-3 |
| 2005 | Jelena Dementieva Flavia Pennetta                | Angela Haynes Bethanie Mattek              | 6-2, 6-4         |
| 2006 | Virginia Ruano Pascual Paola Suárez              | Daniela Hantuchová Ai Sugiyama             | 6-3, 6-4         |
| 2007 | Květa Hrdličková Peschke Rennae Stubbs           | Alicia Molik Mara Santangelo               | 6-0, 6-1         |
| 2008 | Yung-jan Chan Chia-jung Chuang                   | Eva Hrdinová Vladimíra Uhlířová            | 2-6, 7-5, (10-4) |